# 安德烈·吉洪诺夫
安德烈·尼古拉耶维奇·吉洪诺夫（羅馬化：Andrey Nikolayevich Tikhonov；1906年10月30日—1993年10月7日），苏联及俄罗斯数学家、地球物理学家。他对拓扑学、泛函分析、数学物理，以及非适定性问题有重要贡献。1930年提出吉洪诺夫定理。1987年发现的小行星小行星9565以他的名字命名。他的英文名称通常也写作"Tychonoff", "Tychonov", "Tihonov", "Tichonov"。